# Diecéze
Diecéze (lat. dioecesis) je správní jednotka církví s episkopální strukturou, v jejímž čele stojí biskup s úřadem a sídlem nazývaným biskupství. Diecéze se vymezuje územně, výjimečně institucionálně či funkčně. Podřazenou jednotkou diecéze jsou obvykle farnosti či svazky farností (děkanáty, vikariáty), nadřazená jednotka se u jednotlivých církví liší, u římskokatolické církve jde obvykle o církevní provincii. Hlavní diecéze církevní provincie se nazývá arcidiecéze v čele se sídelním arcibiskupem neboli metropolitou (existují ale i arcidiecéze, která jsou sufragány; např. Arcidiecéze cambraiská, či Arcidiecéze trnavská), (arci)diecéze však může být i vyňatá (exemptní) a místně příslušný (arci)biskup podléhá přímo papeži. 
Pojem diecéze používají katolíci, Anglikánská církev a v ČR též Církev československá husitská, zatímco východní katolické církve a pravoslavní používají zpravidla pojem eparchie (v jejich čele stojí eparcha). Některé protestantské církve pak pojem diecéze nahrazují různými termíny, jako je např. biskupská oblast.
V České republice mají diecézní uspořádání římskokatolická církev, Pravoslavná církev v Českých zemích a na Slovensku a Církev československá husitská. Ostatní církve buďto diecézní uspořádání nemají, nebo ho mají, ale diecéze na území ČR nevytyčují (např. řeckokatolická církev zde vytyčuje pouze apoštolský exarchát).
Slovo pochází ze starořeckého "dioikesis", správa, administrace, odkud bylo převzato do latiny jako „dioecesis“. Označovalo jednotku finanční správy římské říše zavedenou za Diokleciána s 12 provinciemi (Africa, Asiana, Britania, Galia, Hispania, Italia, Moesia, Oriens, Pannonia, Pontica, Thracia, Vienensis).

## Katolická církev
V srpnu 2013 měla katolická církev 2 846 řádných diecézí (příp. eparchií, obdobně i dále) v celém světě:
- Svatý stolec,
- 640 arcidiecézí: 9 patriarchátů, 4 vyšší archieparchie, 550 metropolitních arcidiecézí, 77 samostatných arcidiecézí a
- 2 205 diecézí.

Ve východních katolických církvích (východního ritu), např. řeckokatolické, se obdoba k diecézi nazývá eparchie.
Nadřazenou jednotkou jí jsou obvykle církevní provincie, podřazené pak farnosti či svazky farností, nazývanými vikariáty (v Čechách) nebo děkanáty (na Moravě, Slezsku, Slovensku). V jejím čele stojí diecézní biskup, který může mít k ruce pomocné biskupy. Nejvýznamnější diecéze (obvykle nejstarší či historicky nejvýznamnější, ale není to vždy pravidlem) v provincii se obvykle nazývá arcidiecézí, v jejímž čele stojí arcibiskup, který zároveň zastává post metropolity – představeného provincie.

### Diecéze na území Česka

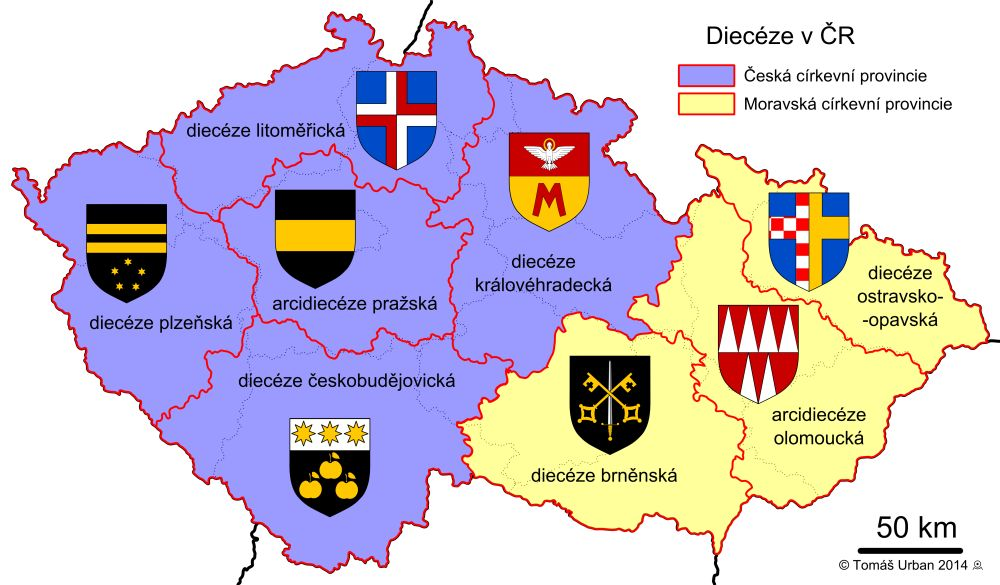
Přehled diecézí České republiky a jejich znaky

Česká církevní provincie
- arcidiecéze pražská (973)
- diecéze českobudějovická (1785)
- diecéze královéhradecká (1664)
- diecéze litoměřická (1655)
- diecéze plzeňská (1993)

Moravská církevní provincie
- arcidiecéze olomoucká (1063)
- diecéze brněnská (1777)
- diecéze ostravsko-opavská (1996)

## Církev československá husitská
V Česku a na Slovensku působící Církev československá husitská je rozdělena na pět českých diecézí (pražskou, brněnskou, královéhradeckou, olomouckou a plzeňskou) a jednu slovenskou (bratislavskou) diecézi.

## Diecéze římskokatolické církve v zahraničí
- Římskokatolická církev v Polsku je rozdělena na 14 církevních provincií (polsky metropolia), v jejichž rámci se nachází 14 arcidiecézí a 27 diecézí.